# 김용구 (축구인)
김용구(한국 한자: 金勇九, 1981년 3월 8일 ~ )는 대한민국의 전 축구 선수이며, 포지션은 미드필더였다.